# Condado de Bleckley
El condado de Bleckley (en inglés: Bleckley County) es un condado en el estado estadounidense de Georgia. En el censo de 2000 el condado tenía una población de 11 666 habitantes. La sede de condado es Cochran. El condado fue creado en 1912 y fue nombrado en honor a Logan Edwin Bleckley, un juez de la Corte Suprema de Georgia.

## Geografía
Según la Oficina del Censo, el condado tiene un área total de 568 km² (219 sq mi), de la cual 563 km² (217 sq mi) es tierra y 2 km² (5 sq mi) (0,79%) es agua.

### Condados adyacentes
- Condado de Wilkinson (norte)
- Condado de Twiggs (norte)
- Condado de Laurens (este)
- Condado de Dodge (sureste)
- Condado de Pulaski (suroeste)
- Condado de Houston (oeste)

## Autopistas importantes
- Interestatal 16
- U.S. Route 23
- Ruta Estatal de Georgia 26
- Ruta Estatal de Georgia 87
- Ruta Estatal de Georgia 112
- Ruta Estatal de Georgia 126
- Ruta Estatal de Georgia 257
- Ruta Estatal de Georgia 278

## Demografía
En el  censo de 2000, hubo 11 666 personas, 4372 hogares y 3121 familias residiendo en el condado. La densidad poblacional era de 54 personas por milla cuadrada (21/km²). En el 2000 había 4866 unidades unifamiliares en una densidad de 22 por milla cuadrada (9/km²). La demografía del condado era de 73,24% blancos, 24,59% afroamericanos, 0,09% amerindios, 0,93% asiáticos, 0,03% isleños del Pacífico, 0,48% de otras razas y 0,63% de dos o más razas. 0,92% de la población era de origen hispano o latino de cualquier raza. 
La renta promedio para un hogar del condado era de $33 448 y el ingreso promedio para una familia era de $41 095. En 2000 los hombres tenían un ingreso per cápita de $30 917 versus $22 912 para las mujeres. La renta per cápita para el condado era de $15 934 y el 15,90% de la población estaba bajo el umbral de pobreza nacional.

## Ciudades y pueblos
- Allentown
- Cochran